# 뉴욕 영화 비평가 협회
뉴욕 영화 비평가 협회(영어: New York Film Critics Circle, NYFCC)는 1935년 설립된 미국의 영화 비평가 단체이다. 매년 12월 뉴욕 영화 비평가 협회상(New York Film Critics Circle Awards)을 개최하고 있다.

## 상 부문
- 작품상
- 감독상
- 남우주연상
- 여우주연상
- 남우조연상
- 여우조연상
- 각본상
- 촬영상
- 애니메이션 영화상
- 외국어 영화상
- 논픽션 영화상
- 첫 작품상

## 시상식 목록
- 1935년 뉴욕 영화 비평가 협회상
- 1936년 뉴욕 영화 비평가 협회상
- 1937년 뉴욕 영화 비평가 협회상
- 1938년 뉴욕 영화 비평가 협회상
- 1939년 뉴욕 영화 비평가 협회상
- 1940년 뉴욕 영화 비평가 협회상
- 1941년 뉴욕 영화 비평가 협회상
- 1942년 뉴욕 영화 비평가 협회상
- 1943년 뉴욕 영화 비평가 협회상
- 1944년 뉴욕 영화 비평가 협회상
- 1945년 뉴욕 영화 비평가 협회상
- 1946년 뉴욕 영화 비평가 협회상
- 1947년 뉴욕 영화 비평가 협회상
- 1948년 뉴욕 영화 비평가 협회상
- 1949년 뉴욕 영화 비평가 협회상
- 1950년 뉴욕 영화 비평가 협회상
- 1951년 뉴욕 영화 비평가 협회상
- 1952년 뉴욕 영화 비평가 협회상
- 1953년 뉴욕 영화 비평가 협회상
- 1954년 뉴욕 영화 비평가 협회상
- 1955년 뉴욕 영화 비평가 협회상
- 1956년 뉴욕 영화 비평가 협회상
- 1957년 뉴욕 영화 비평가 협회상
- 1958년 뉴욕 영화 비평가 협회상
- 1959년 뉴욕 영화 비평가 협회상
- 1960년 뉴욕 영화 비평가 협회상
- 1961년 뉴욕 영화 비평가 협회상
- 1962년 뉴욕 영화 비평가 협회상
- 1963년 뉴욕 영화 비평가 협회상
- 1964년 뉴욕 영화 비평가 협회상
- 1965년 뉴욕 영화 비평가 협회상
- 1966년 뉴욕 영화 비평가 협회상
- 1967년 뉴욕 영화 비평가 협회상
- 1968년 뉴욕 영화 비평가 협회상
- 1969년 뉴욕 영화 비평가 협회상
- 1970년 뉴욕 영화 비평가 협회상
- 1971년 뉴욕 영화 비평가 협회상
- 1972년 뉴욕 영화 비평가 협회상
- 1973년 뉴욕 영화 비평가 협회상
- 1974년 뉴욕 영화 비평가 협회상
- 1975년 뉴욕 영화 비평가 협회상
- 1976년 뉴욕 영화 비평가 협회상
- 1977년 뉴욕 영화 비평가 협회상
- 1978년 뉴욕 영화 비평가 협회상
- 1979년 뉴욕 영화 비평가 협회상
- 1980년 뉴욕 영화 비평가 협회상
- 1981년 뉴욕 영화 비평가 협회상
- 1982년 뉴욕 영화 비평가 협회상
- 1983년 뉴욕 영화 비평가 협회상
- 1984년 뉴욕 영화 비평가 협회상
- 1985년 뉴욕 영화 비평가 협회상
- 1986년 뉴욕 영화 비평가 협회상
- 1987년 뉴욕 영화 비평가 협회상
- 1988년 뉴욕 영화 비평가 협회상
- 1989년 뉴욕 영화 비평가 협회상
- 1990년 뉴욕 영화 비평가 협회상
- 1991년 뉴욕 영화 비평가 협회상
- 1992년 뉴욕 영화 비평가 협회상
- 1993년 뉴욕 영화 비평가 협회상
- 1994년 뉴욕 영화 비평가 협회상
- 1995년 뉴욕 영화 비평가 협회상
- 1996년 뉴욕 영화 비평가 협회상
- 1997년 뉴욕 영화 비평가 협회상
- 1998년 뉴욕 영화 비평가 협회상
- 1999년 뉴욕 영화 비평가 협회상
- 2000년 뉴욕 영화 비평가 협회상
- 2001년 뉴욕 영화 비평가 협회상
- 2002년 뉴욕 영화 비평가 협회상
- 2003년 뉴욕 영화 비평가 협회상
- 2004년 뉴욕 영화 비평가 협회상
- 2005년 뉴욕 영화 비평가 협회상
- 2006년 뉴욕 영화 비평가 협회상
- 2007년 뉴욕 영화 비평가 협회상
- 2008년 뉴욕 영화 비평가 협회상
- 2009년 뉴욕 영화 비평가 협회상
- 2010년 뉴욕 영화 비평가 협회상
- 2011년 뉴욕 영화 비평가 협회상
- 2012년 뉴욕 영화 비평가 협회상
- 2013년 뉴욕 영화 비평가 협회상
- 2014년 뉴욕 영화 비평가 협회상
- 2015년 뉴욕 영화 비평가 협회상
- 2016년 뉴욕 영화 비평가 협회상
- 2017년 뉴욕 영화 비평가 협회상
- 2018년 뉴욕 영화 비평가 협회상
- 2019년 뉴욕 영화 비평가 협회상
- 2020년 뉴욕 영화 비평가 협회상
- 2021년 뉴욕 영화 비평가 협회상
- 2022년 뉴욕 영화 비평가 협회상